# Selección de fútbol de Granada
La selección de fútbol de Granada es el representativo nacional de este país. Es controlada por la Asociación de Fútbol de Granada, perteneciente a la FIFA y a la Concacaf.

## Historia

### Inicios y primeros torneos (1934-1989)
Granada disputó su primer cotejo internacional, el 13 de octubre de 1934, frente al representativo de Guayana Británica, al que derrotó por 2:1. En las décadas del '60 y '70 participó a varias ediciones del Windward Islands Tournament (Torneo de las Islas de Barlovento) donde se midió ante sus vecinas de Barbados, San Vicente y las Granadinas, Dominica y Santa Lucía.
Recién a finales de la década de 1970, jugó sus primeros encuentros de competición oficial, con motivo de los primeros Campeonatos de la CFU de 1978 y 1979, aunque jamás pudo clasificarse a la fase final de este extinto torneo. Sí tuvo más éxito, en cambio, en su sucesora, la Copa del Caribe, ya que alcanzó el subcampeonato de la primera edición en 1989, cayendo en la final, ante Trinidad y Tobago, por 2:1. Anteriormente participó en las eliminatorias al Mundial de 1982, siendo la primera vez que disputaba unas clasificatorias mundialistas. Fue superada por Guyana, que la eliminó derrotándola tanto en Georgetown (5:2) como en St. George's (2:3).

### Eliminatorias y Copas del Caribe (1990-2010)
En los años '90, Granada disputó la fase final de la Copa del Caribe en 1997, alcanzando las semifinales del torneo (4° lugar). Entretanto regresó a las eliminatorias al Mundial de 1998 donde se desquitó de la selección de Guyana, al eliminarla en la primera ronda con un resultado global de 8:1. Sin embargo cayó sin paliativos ante Haití que se impuso en la siguiente ronda por un marcador global de 7:1. En esta década, los Spice Boyz conocieron su mayor victoria, el 15 de abril de 1998, al aplastar a la modesta selección de Anguila por 14:1 en las rondas preliminares de la Copa del Caribe de 1998 pero también fueron testigos de su peor derrota, al caer al año siguiente, el 5 de junio de 1999, ante Trinidad y Tobago, por 7:0, en la fase de grupos de la Copa del Caribe de 1999.
En las rondas de clasificación al Mundial de 2002, Granada fue apeada por Barbados que se impuso con un apretado marcador global de 5:4. Tuvieron más suerte, cuatro años más tarde, en las eliminatorias rumbo al Mundial de 2006 al volver a eliminar a Guyana (resultado global de 8:1) en la primera fase antes de caer ante Estados Unidos que los superó por un global de 6:2. Granada cerraría esta década con una nueva decepción mundialista, en las clasificatorias al Mundial de 2010, al ser eliminada por Costa Rica (resultado global de 5:2), no sin antes hacer sufrir a la selección Tica, al arrancarle un empate 2:2 en St. George's.

### Copas de Oro 2009 y 2011
Diecinueve años después de obtener el subcampeonato en la Copa del Caribe en 1989, los Spice Boyz volvieron a disputar una final regional, en la edición de 2008, aunque perdieron ante la selección local, Jamaica, que se impuso por 2:0. Sin embargo este subcampeonato les permitió clasificar por primera vez a la X edición de la Copa de Oro de la Concacaf de 2009, encuadrados en el grupo B del local Estados Unidos junto a las selecciones de Honduras y Haití. No completaron una buena presentación al perder sus tres encuentros sin marcar un gol y encajando 10 goles.
Al finalizar en 4° lugar en la Copa del Caribe de 2010, los Spice Boyz volvieron a clasificarse al certamen continental, concretamente a la Copa de Oro 2011. Encuadrados en el grupo B junto a sus pares de Jamaica, Honduras y Guatemala, corrieron igual suerte que en el torneo anterior, al inclinarse en sus tres presentaciones, encajando 15 goles, marcando solo un tanto ante Honduras.

## Últimos partidos y próximos encuentros
Actualizado al último partido jugado el 10 de junio de 2025
| Fecha      | Ciudad       | Local                 | Resultado | Visitante    | Competición                     |
| ---------- | ------------ | --------------------- | --------- | ------------ | ------------------------------- |
| 09-06-2024 | Saint George | Granada               | 0:3       | Costa Rica   | Clasificación Copa Mundial 2026 |
| 06-09-2024 | Saint George | Granada               | 2:0       | Saint-Martin | Liga Naciones Concacaf 24/25    |
| 09-09-2024 | Saint George | Granada               | 1:2       | Santa Lucía  | Liga Naciones Concacaf 24/25    |
| 11-10-2024 | Gros Islet   | Granada               | 0:0       | Curazao      | Liga Naciones Concacaf 24/25    |
| 14-10-2024 | Gros Islet   | Curazao               | 1:0       | Granada      | Liga Naciones Concacaf 24/25    |
| 15-11-2024 | Willemstad   | Santa Lucía           | 0:4       | Granada      | Liga Naciones Concacaf 24/25    |
| 18-11-2024 | Willemstad   | Saint-Martin          | 3:0       | Granada      | Liga Naciones Concacaf 24/25    |
| 06-03-2025 | Kingstown    | San Vicente y Grnd.   | 1:1       | Granada      | Partido amistoso                |
| 09-03-2025 | Arnos Vale   | San Vicente y Grnd.   | 1:1       | Granada      | Partido amistoso                |
| 19-03-2025 | Moscú        | Rusia                 | 5:0       | Granada      | Partido amistoso                |
| 31-05-2025 | Saint George | Granada               | 2:0       | Anguila      | Partido amistoso                |
| 04-06-2025 | Saint George | Granada               | 6:0       | Bahamas      | Clasificación Copa Mundial 2026 |
| 10-06-2025 | Basseterre   | S. Cristóbal y Nieves | 2:3       | Granada      | Clasificación Copa Mundial 2026 |

## Estadísticas

### Copa Mundial FIFA
| Copa Mundial FIFA | Copa Mundial FIFA       | Copa Mundial FIFA       | Copa Mundial FIFA       | Copa Mundial FIFA       | Copa Mundial FIFA       | Copa Mundial FIFA       | Copa Mundial FIFA       |
| Año               | Ronda                   | J                       | G                       | E                       | P                       | GF                      | GC                      |
| ----------------- | ----------------------- | ----------------------- | ----------------------- | ----------------------- | ----------------------- | ----------------------- | ----------------------- |
| 1930              | No existía la selección | No existía la selección | No existía la selección | No existía la selección | No existía la selección | No existía la selección | No existía la selección |
| 1934 - 1978       | No participó            | No participó            | No participó            | No participó            | No participó            | No participó            | No participó            |
| 1982              | No clasificó            | No clasificó            | No clasificó            | No clasificó            | No clasificó            | No clasificó            | No clasificó            |
| 1986              | Se retiró               | Se retiró               | Se retiró               | Se retiró               | Se retiró               | Se retiró               | Se retiró               |
| 1990              | No participó            | No participó            | No participó            | No participó            | No participó            | No participó            | No participó            |
| 1994              | No participó            | No participó            | No participó            | No participó            | No participó            | No participó            | No participó            |
| 1998              | No clasificó            | No clasificó            | No clasificó            | No clasificó            | No clasificó            | No clasificó            | No clasificó            |
| 2002              | No clasificó            | No clasificó            | No clasificó            | No clasificó            | No clasificó            | No clasificó            | No clasificó            |
| 2006              | No clasificó            | No clasificó            | No clasificó            | No clasificó            | No clasificó            | No clasificó            | No clasificó            |
| 2010              | No clasificó            | No clasificó            | No clasificó            | No clasificó            | No clasificó            | No clasificó            | No clasificó            |
| 2014              | No clasificó            | No clasificó            | No clasificó            | No clasificó            | No clasificó            | No clasificó            | No clasificó            |
| 2018              | No clasificó            | No clasificó            | No clasificó            | No clasificó            | No clasificó            | No clasificó            | No clasificó            |
| 2022              | No clasificó            | No clasificó            | No clasificó            | No clasificó            | No clasificó            | No clasificó            | No clasificó            |
| 2026              | No clasificó            | No clasificó            | No clasificó            | No clasificó            | No clasificó            | No clasificó            | No clasificó            |
| Total             | 0/23                    | -                       | -                       | -                       | -                       | -                       | -                       |

### Copa de Oro de la Concacaf
| Copa de Oro de la Concacaf | Copa de Oro de la Concacaf | Copa de Oro de la Concacaf | Copa de Oro de la Concacaf | Copa de Oro de la Concacaf | Copa de Oro de la Concacaf | Copa de Oro de la Concacaf | Copa de Oro de la Concacaf |
| Año                        | Ronda                      | J                          | G                          | E                          | P                          | GF                         | GC                         |
| -------------------------- | -------------------------- | -------------------------- | -------------------------- | -------------------------- | -------------------------- | -------------------------- | -------------------------- |
| 1963 - 1977                | No participó               | No participó               | No participó               | No participó               | No participó               | No participó               | No participó               |
| 1981                       | No clasificó               | No clasificó               | No clasificó               | No clasificó               | No clasificó               | No clasificó               | No clasificó               |
| 1985                       | Se retiró                  | Se retiró                  | Se retiró                  | Se retiró                  | Se retiró                  | Se retiró                  | Se retiró                  |
| 1989                       | No participó               | No participó               | No participó               | No participó               | No participó               | No participó               | No participó               |
| 1991                       | No participó               | No participó               | No participó               | No participó               | No participó               | No participó               | No participó               |
| 1993                       | No clasificó               | No clasificó               | No clasificó               | No clasificó               | No clasificó               | No clasificó               | No clasificó               |
| 1996                       | No clasificó               | No clasificó               | No clasificó               | No clasificó               | No clasificó               | No clasificó               | No clasificó               |
| 1998                       | No clasificó               | No clasificó               | No clasificó               | No clasificó               | No clasificó               | No clasificó               | No clasificó               |
| 2000                       | No clasificó               | No clasificó               | No clasificó               | No clasificó               | No clasificó               | No clasificó               | No clasificó               |
| 2002                       | No clasificó               | No clasificó               | No clasificó               | No clasificó               | No clasificó               | No clasificó               | No clasificó               |
| 2003                       | No clasificó               | No clasificó               | No clasificó               | No clasificó               | No clasificó               | No clasificó               | No clasificó               |
| 2005                       | No clasificó               | No clasificó               | No clasificó               | No clasificó               | No clasificó               | No clasificó               | No clasificó               |
| 2007                       | No clasificó               | No clasificó               | No clasificó               | No clasificó               | No clasificó               | No clasificó               | No clasificó               |
| 2009                       | Fase de grupos             | 3                          | 0                          | 0                          | 3                          | 0                          | 10                         |
| 2011                       | Fase de grupos             | 3                          | 0                          | 0                          | 3                          | 1                          | 15                         |
| 2013                       | No clasificó               | No clasificó               | No clasificó               | No clasificó               | No clasificó               | No clasificó               | No clasificó               |
| 2015                       | No clasificó               | No clasificó               | No clasificó               | No clasificó               | No clasificó               | No clasificó               | No clasificó               |
| 2017                       | No clasificó               | No clasificó               | No clasificó               | No clasificó               | No clasificó               | No clasificó               | No clasificó               |
| 2019                       | No clasificó               | No clasificó               | No clasificó               | No clasificó               | No clasificó               | No clasificó               | No clasificó               |
| 2021                       | Fase de grupos             | 3                          | 0                          | 0                          | 3                          | 1                          | 11                         |
| 2023                       | No clasificó               | No clasificó               | No clasificó               | No clasificó               | No clasificó               | No clasificó               | No clasificó               |
| 2025                       | No clasificó               | No clasificó               | No clasificó               | No clasificó               | No clasificó               | No clasificó               | No clasificó               |
| Total                      | 3/28                       | 9                          | 0                          | 0                          | 9                          | 2                          | 36                         |

### Liga de Naciones de la Concacaf
| Liga de Naciones de la Concacaf | Liga de Naciones de la Concacaf | Liga de Naciones de la Concacaf | Liga de Naciones de la Concacaf | Liga de Naciones de la Concacaf | Liga de Naciones de la Concacaf | Liga de Naciones de la Concacaf | Liga de Naciones de la Concacaf | Liga de Naciones de la Concacaf | Liga de Naciones de la Concacaf |
| Año                             | L                               | G                               | Ronda                           | J                               | G                               | E                               | P                               | GF                              | GC                              |
| ------------------------------- | ------------------------------- | ------------------------------- | ------------------------------- | ------------------------------- | ------------------------------- | ------------------------------- | ------------------------------- | ------------------------------- | ------------------------------- |
| 2019-20                         | B                               | A                               | Primer lugar                    | 6                               | 4                               | 2                               | 0                               | 8                               | 4                               |
| 2022-23                         | A                               | D                               | Tercer lugar                    | 4                               | 0                               | 1                               | 3                               | 4                               | 17                              |
| 2023-24                         | A                               | B                               | Sexto lugar                     | 4                               | 0                               | 1                               | 3                               | 2                               | 13                              |
| 2024-25                         | B                               | B                               | Tercer lugar                    | 6                               | 2                               | 1                               | 3                               | 7                               | 6                               |
| Total                           | Total                           | Total                           | 4/4                             | 20                              | 6                               | 5                               | 9                               | 21                              | 40                              |

## Torneos regionales de la CFU

### Copa de Naciones de la CFU
| Copa de Naciones de la CFU | Copa de Naciones de la CFU | Copa de Naciones de la CFU | Copa de Naciones de la CFU | Copa de Naciones de la CFU | Copa de Naciones de la CFU | Copa de Naciones de la CFU | Copa de Naciones de la CFU |
| Año                        | Ronda                      | J                          | G                          | E                          | P                          | GF                         | GC                         |
| -------------------------- | -------------------------- | -------------------------- | -------------------------- | -------------------------- | -------------------------- | -------------------------- | -------------------------- |
| 1978                       | No participó               | No participó               | No participó               | No participó               | No participó               | No participó               | No participó               |
| 1979                       | No clasificó               | No clasificó               | No clasificó               | No clasificó               | No clasificó               | No clasificó               | No clasificó               |
| 1981                       | No participó               | No participó               | No participó               | No participó               | No participó               | No participó               | No participó               |
| 1983                       | No participó               | No participó               | No participó               | No participó               | No participó               | No participó               | No participó               |
| 1985                       | No clasificó               | No clasificó               | No clasificó               | No clasificó               | No clasificó               | No clasificó               | No clasificó               |
| 1988                       | No participó               | No participó               | No participó               | No participó               | No participó               | No participó               | No participó               |
| Total                      | 0/6                        | -                          | -                          | -                          | -                          | -                          | -                          |

### Copa del Caribe
| Copa del Caribe | Copa del Caribe | Copa del Caribe | Copa del Caribe | Copa del Caribe | Copa del Caribe | Copa del Caribe | Copa del Caribe |
| Año             | Ronda           | J               | G               | E               | P               | GF              | GC              |
| --------------- | --------------- | --------------- | --------------- | --------------- | --------------- | --------------- | --------------- |
| 1989            | Subcampeón      | 3               | 1               | 1               | 1               | 4               | 3               |
| 1990            | Fase de grupos  | 2               | 0               | 1               | 1               | 0               | 5               |
| 1991            | No participó    | No participó    | No participó    | No participó    | No participó    | No participó    | No participó    |
| 1992            | No participó    | No participó    | No participó    | No participó    | No participó    | No participó    | No participó    |
| 1993            | No participó    | No participó    | No participó    | No participó    | No participó    | No participó    | No participó    |
| 1994            | No participó    | No participó    | No participó    | No participó    | No participó    | No participó    | No participó    |
| 1995            | No participó    | No participó    | No participó    | No participó    | No participó    | No participó    | No participó    |
| 1996            | No participó    | No participó    | No participó    | No participó    | No participó    | No participó    | No participó    |
| 1997            | Cuarto lugar    | 4               | 1               | 1               | 2               | 6               | 8               |
| 1998            | No clasificó    | No clasificó    | No clasificó    | No clasificó    | No clasificó    | No clasificó    | No clasificó    |
| 1999            | Fase de grupos  | 3               | 1               | 0               | 2               | 3               | 10              |
| 2001            | No clasificó    | No clasificó    | No clasificó    | No clasificó    | No clasificó    | No clasificó    | No clasificó    |
| 2005            | No clasificó    | No clasificó    | No clasificó    | No clasificó    | No clasificó    | No clasificó    | No clasificó    |
| 2007            | No clasificó    | No clasificó    | No clasificó    | No clasificó    | No clasificó    | No clasificó    | No clasificó    |
| 2008            | Subcampeón      | 5               | 2               | 1               | 2               | 8               | 11              |
| 2010            | Cuarto lugar    | 5               | 1               | 2               | 2               | 3               | 4               |
| 2012            | No clasificó    | No clasificó    | No clasificó    | No clasificó    | No clasificó    | No clasificó    | No clasificó    |
| 2014            | No clasificó    | No clasificó    | No clasificó    | No clasificó    | No clasificó    | No clasificó    | No clasificó    |
| 2016            | No clasificó    | No clasificó    | No clasificó    | No clasificó    | No clasificó    | No clasificó    | No clasificó    |
| Total           | 6/19            | 22              | 6               | 6               | 10              | 24              | 41              |

## Jugadores

### Última convocatoria
Lista de jugadores para disputar la Liga de Naciones de la Concacaf 2022-23 ante  Estados Unidos el 24 de marzo de 2023.
| No. | Pos. | Jugador                 | Fecha de nacimiento (edad)         | Apa. | Goles | Club               |
| --- | ---- | ----------------------- | ---------------------------------- | ---- | ----- | ------------------ |
|     | POR  | Jason Belfon            | 3 de julio de 1990 (35 años)       | 47   | 0     | All Saints United  |
|     | POR  | Jeremy Richardson       | 3 de marzo de 1998 (27 años)       | 4    | 0     | Paradise           |
|     | POR  | Trishawn Thomas         | 25 de enero de 2003 (22 años)      | 2    | 0     | QPR                |
|     |      |                         |                                    |      |       |                    |
|     | DEF  | Aaron Jordan Pierre     | 17 de febrero de 1993 (32 años)    | 17   | 1     | AFC Wimbledon      |
|     | DEF  | Benjamin Ettienne       | 13 de marzo de 2003 (22 años)      | 12   | 0     | Charleston Battery |
|     | DEF  | Christian James         | 24 de febrero de 2001 (24 años)    | 5    | 0     | Camerhogne         |
|     | DEF  | Trevon Williams         | 11 de diciembre de 1994 (30 años)  | 5    | 0     | QPR                |
|     | DEF  | Sawan Mark              | 11 de abril de 2002 (23 años)      | 4    | 0     | Sunsetters         |
|     | DEF  | Dorrel Pierre           | 5 de mayo de 1999 (26 años)        | 4    | 1     | Paradise           |
|     |      |                         |                                    |      |       |                    |
|     | MED  | Kwazim Theodore         | 12 de enero de 1996 (29 años)      | 38   | 1     | All Saints United  |
|     | MED  | A. J. Paterson          | 31 de enero de 1996 (29 años)      | 20   | 4     | Charleston Battery |
|     | MED  | Steffon Abraham         | 29 de diciembre de 1999 (25 años)  | 14   | 0     | Paradise           |
|     | MED  | Jacob Berkeley-Agyepong | 27 de marzo de 1997 (28 años)      | 9    | 1     | Gloucester City    |
|     | MED  | Kayden Harrack          | 5 de noviembre de 2003 (21 años)   | 6    | 0     | QPR                |
|     | MED  | Regan Charles-Cook      | 14 de febrero de 1997 (28 años)    | 5    | 0     | Eupen              |
|     | MED  | Ashley Charles          | 15 de septiembre de 1999 (25 años) | 3    | 0     | Wealdstone         |
|     |      |                         |                                    |      |       |                    |
|     | DEL  | Jamal Charles           | 24 de noviembre de 1995 (29 años)  | 35   | 17    | Paradise           |
|     | DEL  | Saydrel Lewis           | 27 de noviembre de 1997 (27 años)  | 33   | 7     | Paradise           |
|     | DEL  | Romar Frank             | 28 de septiembre de 1996 (28 años) | 27   | 1     | Camerhogne         |
|     | DEL  | Kairo Mitchell          | 21 de octubre de 1997 (27 años)    | 15   | 2     | Eastleigh          |
|     | DEL  | Joshua Isaac            | 28 de octubre de 2000 (24 años)    | 8    | 6     | Paradise           |
|     | DEL  | Kriston Julien          | 5 de julio de 1995 (30 años)       | 8    | 2     | Hurricanes         |
|     | DEL  | Myles Hippolyte         | 9 de noviembre de 1994 (30 años)   | 1    | 1     | Stockport County   |

## Entrenadores
- Rudi Gutendorf (1976)
- August Wooter (1980)
- Carlos Cavagnaro (1986–1987)
- James Clarkson (1994)
- Ashley Folkes (1996)
- Alister Debellotte (1996)
- Carlos Alberto da Luz (2000)
- Franklyn Simpson (2002)
- Alister Debellotte (2004)
- Norris Wilson (2008)
- Andrew Murzo (2008)
- Anthony B. Modeste* (2008)
- Tommy Taylor (2009)
- Franklyn Simpson (2010)
- Mike Adams (2011)
- Franklyn Simpson (2011)
- Anthony B. Modeste (2012)
- Alister Debellotte (2012)
- Clark John (2013-2015)
- Jorge Añón (2015)
- Andrew Munro (2016)
- Ashley Folkes (2017-2018)
- Shalrie Joseph (2018-2019)
- Andrew Munro (2019-2020)
- Michael Findlay (2021-2022)
- Anthony B. Modeste (2022-2023)
- Terry Connor (2023-presente)

*Jugador-Entrenador

## Ranking

### Clasificación FIFA
| 1993 | 1994 | 1995 | 1996 | 1997 | 1998 | 1999 | 2000 | 2001 | 2002 | 2003 | 2004 | 2005 | 2006 | 2007 | 2008 |
| ---- | ---- | ---- | ---- | ---- | ---- | ---- | ---- | ---- | ---- | ---- | ---- | ---- | ---- | ---- | ---- |
| 143  | 142  | 141  | 127  | 111  | 117  | 121  | 143  | 133  | 131  | 154  | 144  | 151  | 163  | 176  | 118  |
| 2009 | 2010 | 2011 | 2012 | 2013 | 2014 | 2015 | 2016 | 2017 | 2018 | 2019 | 2020 | 2021 | 2022 | 2023 | 2024 |
| 138  | 94   | 134  | 138  | 136  | 155  | 163  | 158  | 159  | 161  | 173  | 159  | 160  | 168  | 174  |      |